# Pedro Páramo (film)
Pedro Páramo is een Mexicaanse film uit 1967, geregisseerd door Carlos Velo en gebaseerd op het boek Pedro Páramo van Juan Rulfo. De film werd geselecteerd voor de competitie van het filmfestival van Cannes 1967.

## Verhaal
De film vertelt twee parallelle verhalen. Het verhaal van Juan Preciado die in Comala zoekt naar zijn vader Pedro Páramo, en het verhaal van Pedro Páramo die na de dood van zijn vader, trouwt met Dolores (moeder van Juan Preciado) voor het geld, en zijn verdere leven tot aan zijn dood.
Juan Preciado is bij het sterfbed van zijn moeder die hem vraagt op zoek te gaan naar zijn vader. Na de dood van zijn moeder gaat hij naar Comala. Zijn moeder heeft Comala altijd beschreven als een mooi dorp, maar in werkelijkheid ziet hij slechts een verlaten en levenloze plaats. Onderweg ontmoet hij een boer genaamd Abundio Martinez, die hem meeneemt naar de herberg van mevrouw Eduviges Dyada.

## Rolverdeling
| Acteur              | Personage        |
| ------------------- | ---------------- |
| John Gavin          | Pedro Páramo     |
| Ignacio López Tarso | Fulgor Sedano    |
| Pilar Pellicer      | Susana San Juan  |
| Carlos Fernández    | Juan Preciado    |
| Julissa             | Ana Rentería     |
| Graciela Doring     | Damiana Cisneros |
| Augusto Benedico    | Padre Rentería   |
| Beatriz Sheridan    | Eduviges Diada   |
| Claudia Millán      | Dolores Preciado |

## Productie
De verwachtingen over de film waren zeer hoog, de productie ontving overheidssteun en veel mensen geloofden dat de komst van een dergelijke literaire film een succes zou zijn, maar de critici, regisseurs en acteurs waren teleurgesteld over het eindresultaat.